# HD 220130
HD 220130，又名BD+61 2428，SAO 20572、HR 8886，是一颗恒星，视星等为6.39，位于銀經112.56，銀緯1.19，其B1900.0坐标为赤經23h 16m 12.4s，赤緯+61° 1.19′ 56″。